# محطة قطار نوردبارك بالنمسا
محطة قطار نوردبارك (بالإنجليزية: Nordpark Railway Stations)‏ هي محطة قطار من تصميم زها حديد بالنمسا وتم افتتاحها عام 2007 في إنسبروك بالنمسا. يبلغ طوله 1.8 كيلو متر.